# Quercus viminea
Quercus viminea, el roure de Sonora, és una espècie arbòria del gènere Quercus de la família de les fagàcies. Pertany a la secció dels roures vermells d'Amèrica del Nord, Centreamèrica i el nord d'Amèrica del Sud que tenen els estils llargs, les glans maduren en 18 mesos i tenen un sabor molt amargant. Les fulles solen tenir lòbuls amb les puntes afilades, amb truges o amb pues en el lòbul.

## Descripció
Quercus viminea és un arbre perennifoli o caducifoli, quan n'hi ha sequera, de fins a 10 metres d'altura. Les fulles són estretament lanceolades, de 15 cm de llarg.

## Distribució i hàbitat
És originària del nord-oest i centre-oest de Mèxic (Sonora, Chihuahua, Sinaloa, Durango, Nayarit, Jalisco), principalment a la Sierra Madre Occidental. L'àrea de l'espècie estén just al nord de la frontera internacional al Comtat de Santa Cruz al sud d'Arizona.

## Taxonomia
Quercus viminea va ser descrita per William Trelease i publicat a Transactions of the Academy of Science of Saint Louis, 5(3): 343–357 / 5(3): 358–369.
Etimologia
Quercus: nom genèric del llatí que designava igualment al roure i a l'alzina.
viminea: epítet.